# (2312) Duboshin
(2312) Duboshin ist ein Asteroid des Hauptgürtels. Er wurde am 1. April 1976 vom russischen Astronomen Nikolai Stepanowitsch Tschernych am Krim-Observatorium in Nautschnyj (IAU-Code 095) entdeckt.
Der Asteroid wurde nach dem russischen Astronomen Georgi Nikolajewitsch Duboschin (1904–1986) benannt.